# 燕子河镇
燕子河镇，是中华人民共和国安徽省六安市金寨县下辖的一个乡镇级行政单位。

## 行政区划
燕子河镇下辖以下地区：
燕溪村、蔡畈村、烂坳村、方坪村、凉亭村、毛河村、金坪村、金冲村、闻家店村、麒麟河村、大峡谷村、杨树村、张畈村和龙马村。